# Owatonna (Minnesota)
Owatonna es una ciudad ubicada en el condado de Steele en el estado estadounidense de Minnesota. En el Censo de 2010 tenía una población de 25600 habitantes y una densidad poblacional de 676,19 personas por km². En esta ciudad nació el famoso músico y compositor Adam Young, conocido por ser el vocalista de Owl City. 

## Geografía
Owatonna se encuentra ubicada en las coordenadas 44°5′33″N 93°13′49″O / 44.09250, -93.23028. Según la Oficina del Censo de los Estados Unidos, Owatonna tiene una superficie total de 37.86 km², de la cual 37.64 km² corresponden a tierra firme y (0.58%) 0.22 km² es agua.

## Demografía
Según el censo de 2010, había 25599 personas residiendo en Owatonna. La densidad de población era de 676,19 hab./km². De los 25599 habitantes, Owatonna estaba compuesto por el 91.21% blancos, el 3.84% eran afroamericanos, el 0.26% eran amerindios, el 0.93% eran asiáticos, el 0.01% eran isleños del Pacífico, el 2.22% eran de otras razas y el 1.53% pertenecían a dos o más razas. Del total de la población el 7.3% eran hispanos o latinos de cualquier raza.